# Dormentes
Dormentes är en kommun i Brasilien.   Den ligger i delstaten Pernambuco, i den östra delen av landet, 1 100 km nordost om huvudstaden Brasília. Antalet invånare är 16 915.
Omgivningarna runt Dormentes är huvudsakligen savann. Runt Dormentes är det glesbefolkat, med 8 invånare per kvadratkilometer.